# La Vérité en face (téléfilm, 1995)
Pour les articles homonymes, voir La Vérité en face.
Pour plus de détails, voir Fiche technique et Distribution.
La Vérité en face (The Stranger Beside Me) est un téléfilm américain réalisé par Sandor Stern, diffusé en 1995.

## Slogan
"Ce que vous ne savez pas, c'est qu'il peut vous tuer"

## Synopsis
En épousant Chris, Jennifer pense avoir rencontré l'homme idéal. Mais derrière toutes ces qualités se cache un être possessif, manipulateur et violent...

## Fiche technique
- Titre original : The Stranger Beside Me
- Réalisation : Sandor Stern
- Scénario : Bruce Miller
- Musique : David Mansfield
- Format d'image : 4/3
- Pays : États-Unis
- Diffusion : CBS
- Durée : 105 min

## Distribution
- Tiffani Thiessen (VF : Virginie Méry) : Jennifer Gallagher
- Eric Close (VF : Guillaume Lebon) : Chris Gallagher
- Steven Eckholdt (VF : Pascal Germain) : Détective Bill Rounder
- Gerald McRaney (VF : Philippe Catoire) : Dave Morgan
- Alyson Hannigan : Dana
- Casey Sander : Officier Kurtz
- Lorrie Morgan (VF : Dominique Vallée) : Nancy Halloran
- Patrick Labyorteaux : officier de police Lane
- Suzanne Turner (VF : Virginie Ledieu) : Gina
- James Quattrochi : Nick
- Darrin Long : Danco
- Suzanne Ventulett : Kim

 Source et légende : version française (VF) sur RS Doublage et selon le carton du doublage français télévisuel.